# Justizvollzugsanstalt Augsburg-Gablingen
Die Justizvollzugsanstalt Augsburg-Gablingen ist eine Strafanstalt des Freistaates Bayern in Gablingen bei Augsburg. Sie wurde 2015 nach vierjähriger Bauzeit eröffnet und dient als Ersatz für die Anstalten I und II der Justizvollzugsanstalt Augsburg.
Der Neubau besitzt eine Belegungsfähigkeit von 609 Haftplätzen und dient dem Vollzug der Untersuchungshaft an männlichen Gefangenen aus den Amtsgerichtsbezirken Aichach, Augsburg, Dillingen, Landsberg am Lech und Nördlingen ab dem 24. Lebensjahr sowie für den Erstvollzug von Freiheitsstrafen bis zu sechs Jahren aus dem Landgerichtsbezirk Augsburg.

## Geschichte
Bereits in den frühen 1990er Jahren entschied sich der Freistaat dazu, die beiden bestehenden Haftanstalten in Augsburg durch einen zeitgemäßen Neubau zu ersetzen. Nach langjähriger Suche und schwierigen Verhandlungen konnte 1997 ein Grundstück am ehemaligen Flugplatz Gablingen erworben werden. Im Jahre 2004 wurde dann bei einem Architektenwettbewerb ein Siegerentwurf ausgewählt und im Anschluss daran mit der Planung begonnen.
Der Spatenstich für den etwa 105 Mio. Euro teuren Neubau erfolgte im April 2011. Nach vierjähriger Bauzeit eröffnete der bayerische Justizminister Winfried Bausback schließlich am 26. Oktober 2015 die Justizvollzugsanstalt Augsburg-Gablingen. Die ersten Häftlinge wurden am 10. November 2015 in die neue Anstalt verlegt.

## Kritik
Die inzwischen suspendierte Leiterin der JVA Augsburg-Gablingen, Zoraida Maldonado wurde 2008 vom Bundesverfassungsgericht gerügt, weil ein Gefangener 21 Nächte mit einer Papierunterhose bekleidet auf einer Betonliege schlafen musste, die 24 Stunden lang beleuchtet und per Kamera überwacht wurde.
Die Leiterin der Anstalt, die 2015 gleichzeitig die JVA Augsburg leitete, hat sich wegen Freiheitsberaubung strafbar gemacht, da ein Untersuchungshäftling, der im künstlichen Koma lag, entgegen einer Gerichtsentscheidung weiterhin gefesselt wurde. Ein Richter erstattete Strafanzeige. Das Ermittlungsverfahren gegen sie wurde gegen Zahlung einer Geldauflage eingestellt. Die Anstaltsleiterin hält ihr Verhalten weiterhin für rechtmäßig und bekräftigt, dass man sich auf die Aussagen der Ärzte nicht verlassen könne sowie dass die Gefängnisleitung eine entsprechende Fesselungsanordnung treffen dürfe und nicht die Judikative.
Im Oktober 2024 berichtete der Bayerische Rundfunk, dass die Nationale Stelle zur Verhütung von Folter mehrmals die Einrichtung besuchte, es einen Polizeieinsatz gegeben habe und die Staatsanwaltschaft gegen Beamte der JVA ermittle. Im Raum stehe der Verdacht von Körperverletzung im Amt. Die Anstaltsleitung wurde daraufhin vom Bayerischen Justizministerium suspendiert. Seit Anfang November 2024 wird zusätzlich gegen drei Mitarbeiter der JVA wegen des Verdachts der versuchten Strafvereitelung ermittelt, da möglicherweise beweisrelevante Unterlagen geschreddert worden sind. Strafrechtler Henning Müller und Michael Kubiciel übten daraufhin Kritik an der Staatsanwaltschaft Augsburg, da sie zu spät einschreiten würde, dass nach einem Jahr die Gefahr eines Beweisverlustes sehr groß sei und dass am Ende nur noch Aussage gegen Aussage stehen könnte. Am 12. November 2024 berichtete der Bayrische Rundfunk, dass schon in der JVA Kaisheim, wo die beschuldigte stellvertretende Leiterin der JVA Gablingen zuvor Abteilungsleiterin war, ein Klima der Angst geherrscht haben soll. Die Verteidiger der beschuldigten stellvertretenden Gefängnischefin wiesen die Vorwürfe erneut zurück. Sie warfen den Politikern vor, nichts gegen die Probleme im Strafvollzug zu unternehmen. In den Haftanstalten seien viele Insassen, die Drogenprobleme hätten oder psychisch krank seien. Diese Gefangenen gehörten eigentlich in Bezirkskrankenhäuser und nicht in eine JVA. Im Februar 2025 bestätigt die Anti-Folter-Kommission Missstände in der JVA und erwähnte in dem Bericht auch, dass die Nationale Stelle nach einer unangekündigten Kontrolle im August 2024 vom ministeriellen Leiter des Strafvollzugs aufgefordert wurde, keine unangekündigten Besuche mehr durchzuführen. Die Prüfer mussten damals unangemessen lange an der Pforte warten. Die Staatsanwaltschaft untersucht, ob in der Wartezeit Missstände in besonders gesicherten Hafträumen beseitigt wurden. Von dem Verhalten gegenüber den Prüfern distanzierte sich mittlerweile der Justizminister und kündigt an, das Justizministerium werde in Zukunft selbst unangekündigte Kontrollen vornehmen. Der Leiter wird zum 1. August 2025 wegversetzt.

## Bekannte Insassen
- Markus Braun (* 1969)
- Stephan Balliet (* 1992)
- Marcus Prinz von Anhalt (* 1966): Untersuchungshaft
- Rupert Stadler (* 1963)